# Rein van Hedel
Rein van Hedel ('s-Hertogenbosch, 6 november 2004) is een Nederlands voetballer die als middenvelder voor FC Den Bosch speelt.

## Carrière
Hij debuteerde op 23 maart 2024 in de uitwedstrijd van FC Den Bosch tegen MVV Maastricht (1-0). Van Hedel kwam in de achtenzeventigste minuut in het veld als vervanger van Luuk Mbete. Op 21 oktober 2021 zat Van Hedel al eens op de bank bij het eerst elftal, tijdens de uitwedstrijd in de KNVB Beker tegen Roda JC Kerkrade. Tijdens de voorbereiding van het seizoen 2022-2023 zou hij  gaan meetrainen, maar raakte langdurig geblesseerd.
Op 8 mei 2024 tekende de middenvelder zijn eerste profcontract bij FC Den Bosch, tot 30 juni 2027. Met daarin een cluboptie voor nog een seizoen.
Op 18 oktober 2024 maakte Van Hedel zijn eerste doelpunt in het betaald voetbal. Thuis tegen Vitesse scoorde hij in de blessuretijd van de tweede helft, met zijn eerste balcontact, uit een rebound de beslissende 4-2.

## Statistieken
| Seizoen                   | Club           | Land           | Competitie     | Competitie | Competitie | Beker | Beker | Totaal | Totaal |
| Seizoen                   | Club           | Land           | Competitie     | Wed.       | Dlp.       | Wed.  | Dlp.  | Wed.   | Dlp.   |
| ------------------------- | -------------- | -------------- | -------------- | ---------- | ---------- | ----- | ----- | ------ | ------ |
| 2023/24                   | FC Den Bosch   | Nederland      | Eerste divisie | 5          | 0          | 0     | 0     | 5      | 0      |
| 2024/25                   | FC Den Bosch   | Nederland      | Eerste divisie | 22         | 0          | 1     | 0     | 23     | 1      |
| Carrièretotaal            | Carrièretotaal | Carrièretotaal | Carrièretotaal | 27         | 1          | 1     | 0     | 28     | 1      |
| Bijgewerkt op 10 mei 2025 |                |                |                |            |            |       |       |        |        |